# Eugeniusz Wójcik (ur. 1946)
Eugeniusz Wojciech Wójcik (ur. 20 grudnia 1946 w Borku Nowym) – polski polityk, poseł na Sejm PRL IX kadencji, w latach 1984–1985 przewodniczący Miejskiej Rady Narodowej w Gdańsku.

## Życiorys
Wykształcenie średnie, z zawodu technik. Od 1961 pracował jako traser okrętowy w Stoczni Gdańskiej, w 1968 wstąpił do Polskiej Zjednoczonej Partii Robotniczej, w której był sekretarzem POP i członkiem Komisji Ideologicznej Komitetu Wojewódzkiego w Gdańsku. W latach 1985–1989 pełnił mandat posła na Sejm PRL IX kadencji w okręgu Gdańsk, zasiadając w Komisji Spraw Samorządowych oraz w Komisji Prac Ustawodawczych.

## Odznaczenia
- Złoty Krzyż Zasługi
- Srebrny Krzyż Zasługi
- Medal 40-lecia Polski Ludowej
- Medal 40-lecia Bułgarskiej Republiki Ludowej
- Odznaka „Za Zasługi dla Miasta Gdańska”
- Odznaka „Zasłużony Ziemi Gdańskiej”
- Srebrna Honorowa Odznaka „Zasłużony Stoczni Gdańskiej”